# Henry Herbert (1595-1673)
Sir Henry Herbert (1595 - 1673) was Master of the Revels ten tijde van zowel Karel I als Karel II.
Herbert was een zoon van Richard Herbert of Montgomery Castle en de jongere broer van baron Edward Herbert en de dichter  George Herbert.   
Herberts taak in de functie van Master of the Revels omvatte het lezen en waar nodig censureren van toneelstukken en het toezicht houden op diverse vormen van openbaar vermaak. Tijdens zijn twee perioden bereikte de macht van de Master zijn hoogtepunt. Hij werd in de functie benoemd in 1641, hoewel hij al sinds 1623 als zodanig actief was als plaatsvervanger van zijn voorganger John Astley. Hiervoor betaalde Herbert aan Astley een vergoeding van  £150 per jaar in ruil voor het bij de functie horende inkomen.
Opmerkelijk is dat Herbert zijn taak gedurende twee perioden uitvoerde. Kort na zijn officiële benoeming werden de theaters aan het begin van de Engelse Burgeroorlog in 1642 gesloten op last van de puriteinen. Pas na het herstel van het koningschap in 1660 onder Karel II werden de theaters heropend. De koning gaf in dat jaar toestemming aan Thomas Killigrew en William Davenant om twee theatergezelschappen te vormen, de King's Company en de Duke's Company. Het stak Herbert dat daarbij zijn rechten werden ingeperkt. Zijn woede richtte zich vooral op Davenant, die in de jaren 1656 – 1660 clandestiene voorstellingen had georganiseerd, waarbij Herbert buitenspel bleef en er geen inkomsten aan verwierf. Zijn aanspraken werden na verloop van tijd beloond, maar de grootste macht van de Master was toen wel voorbij. Hij werd in 1673 opgevolgd door Thomas Killigrew.